# Коган, Виктор Александрович
Виктор Александрович Коган (9 августа 1936 года — 21 октября 2014 года, Ростов-на-Дону) — советский и российский химик, доктор химических наук, профессор кафедры физической и коллоидной химии химического факультета ЮФУ.

## Биография
Окончил химический факультет Ростовского университета (1959). С 1962 г. работал в РГУ; с 1978 г. — профессор, в 1983—2014 гг. — заведующий кафедрой физической и коллоидной химии РГУ (ныне Южный федеральный университет).
Основные работы посвящены химии координационных соединений переходных металлов с полифункциональными органическими лигандами, магнетохимии би- и полиядерных обменных кластеров — комплексов переходных металлов с гидразонами и основаниями Шиффа.
Автор 4 монографий, более чем 600 научных работ и 40 авторских свидетельств на изобретение. Член редколлегии журнала «Координационная химия».

## Награды и премии
- Государственная премия СССР (1989),
- Премия РАН им. Л. A. Чугаева (2003)[2].
- Заслуженный деятель науки РФ (1998)[3].

## Память
Решением Учёного совета ЮФУ в 2016 году кафедра физической и коллоидной химии переименована в кафедру физической и коллоидной химии имени профессора В. А. Когана; на кафедре установлена мемориальная доска.
С 2016 года Фонд целевого капитала ЮФУ ежегодно проводит среди студентов и аспирантов, проявивших особые успехи в учёбе и научных исследованиях в области физической химии, конкурс на Стипендию в области физической химии имени В. А. Когана.

## Краткая библиография
- Коган В. А., Зеленцов В. В., Ларин Г. М., Луков В. В. Комплексы переходных металлов с гидразонами. Физико-химические свойства и строение / отв. ред. А. Ю. Цивадзе. — М.: Наука, 1990. — 112 с. — ISBN 5-02-001438-9.
- Коган В. А., Луков В. В. Физическая химия: Курс лекций. — Ростов н/Д.: Изд-во Рост. ун-та, 2006. — 256 с.